# Thomas ap Catesby Jones

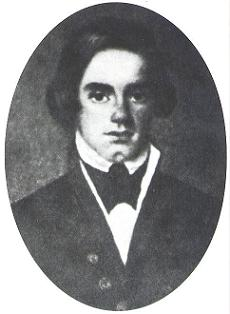

Thomas ap Catesby Jones (Westmoreland County (Virginia), 1790 - ?, 1858) was een Amerikaans marineofficier tijdens de Oorlog van 1812 en de Mexicaans-Amerikaanse Oorlog. De aanduiding ap in zijn naam is Welsh en betekent zoon van. Thomas is dus zoon van Catesby Jones. 

## Zijn loopbaan
Thomas ap C. Jones begon zijn marinecarrière tijdens de Oorlog van 1812, en ontving daardoor een onderscheiding voor moed in de strijd in Lake Borgne, Louisiana, waar hij de opmars van de Britten naar New Orleans had weten te vertragen. In 1826 tekende hij een handelsverdrag met koning Kamehameha III van de Sandwicheilanden, nu Hawaï.
Commodore Jones kreeg het bevel over het United States Pacific Squadron van 1841 tot 1844 en weer van 1848 tot 1850. In 1842 vergiste hij zich omdat hij dacht dat de strijd tussen de Verenigde Staten en Mexico al begonnen was. Hij nam Monterey in Californië in voor een dag, vooraleer hij zich gecontroleerd terugtrok uit het Mexicaans kustgebied. In 1848 arriveerde Jones in Mazatlán, net voor het einde van de Mexicaans-Amerikaanse Oorlog en handhaafde daar de orde tot hij de Amerikaanse militairen aldaar terug kon transporteren naar Californië. Tijdens de goldrush in Californië had Jones het bevel over de marine in San Francisco, terwijl er gediscussieerd werd wat de Verenigde Staten moesten doen met het nieuw verworven territorium Californië. 
In 1840 liet Jones een jonge deserteur, Herman Melville, terugkeren van de Sandwicheilanden naar de Verenigde Staten. Later stond Jones model voor commodore J in Herman Melvilles Moby-Dick en de commodore in White-Jacker. Jones had het commando over verschillende schepen die in 1827 waren beschadigd door walvissen. Moby-Dick is deels geïnspireerd door de verhalen die Jones vertelde aan Melville.
In 1850 werd Jones om politieke redenen aangeklaagd voor een krijgstribunaal, kort nadat White-Jacket gepubliceerd werd. Jones werd op drie aanklachten schuldig bevonden, meestal betreffende "onderdrukking" tegenover jonge officieren, en werd ontheven van zijn commando voor twee en een half jaar. In 1853, gaf president Millard Fillmore hem gratie en in 1858 herstelde het Amerikaanse Congres zijn salaris. Lang kon hij er niet meer van genieten, want hij stierf in 1858, op 68-jarige leeftijd.
Thomas ap C. Jones' broer, Roger Jones, was adjudant-generaal in het leger van de Verenigde Staten van 1824 tot 1852.